# Miquel Joan Bodí i Queralt
Miquel Joan Bodí i Queralt (o Vimbodí) (Ontinyent, Vall d'Albaida, ? — Villena, Alt Vinalopó, 1636 o 12 de juliol de 1643) fou un eclesiàstic i escriptor valencià del segle xvii, autor dels panegírics de Lluís Bertran (1609) i de Tomás de Villanueva (1619). També deixà inèdites, entre d'altres, les obres Bibliotheca valentina de viris doctis et scriptoribus (perduda) i Flos sanctorum valentinorum. Passà gran part de la seva vida (almenys des del 1623) fent de secretari del cardenal Agostino Spinola Basadone (Gènova, 1597 - Sevilla, 1649).

## Obra
Obra incompleta de l'autor.
- Panegíric de Tomás de Villanueva: Panegyricus Beato Thomae Archiep. Valent. scriptus et Ilmo. et Rmo. D. D. Gasp. Borgiae et Velasco, S. R. E. Card. inscriptus. In quo Beati Viri Vita, festaque Valentinorum laetitia, ob illius Apotheosim, currenti calamo descripta (1619)
- Panegíric de Lluís Bertran: Los sermones y fiestas que la ciudad de Valencia hizo por la Beatificacion del glorioso padre san Luys Bertran (1609)
- Epitaphia Sepulchris Gentilium Ludouici Blasci. Tum Inscripciones, Elogia, aliaque non pauca amicorum rogatu (1625)
- Flos sanctorum valentinorum
- Bibliotheca valentina de viris doctis et scriptoribus